# Hypocreaceae
Hypocréacées
Famille
Taxons de rang inférieur
- Voir le texte

Les Hypocreaceae sont une famille de champignons (Fungi) ascomycètes de l'ordre des Hypocreales.

## Liste des genres
- Halonectria E. B. G. Jones, 1965
- Heleococcum Jorgensen, 1922
- Hydronectria Kirschstein, 1925
- Hypocrea Fries, 1825
- Hypocreopsis P. Karst, 1873
- Hypomyces Tulasne. & C. Tulasne, 1860
- Mycogone Link, 1809
- Nectriella Nitschke, 1869
- Trichoderma Persoon, 1794